# Зеландия (провинция)
Зела́ндия (нидерл. Zeeland, зел. Zeêland) — провинция на юго-западе Нидерландов. Столица — Мидделбург, крупнейший город — Тернёзен. Население 381 077 человек (12-е место среди провинций; данные 2013 г.).
Этимология названия: «Зеландия» — «морская страна», от нидерл. zee — «море» и land — «земля».
В честь Зеландии была названа Новая Зеландия (нидерл. Nieuw-Zeeland), изначально открытая голландским мореплавателем Абелом Тасманом.

## География

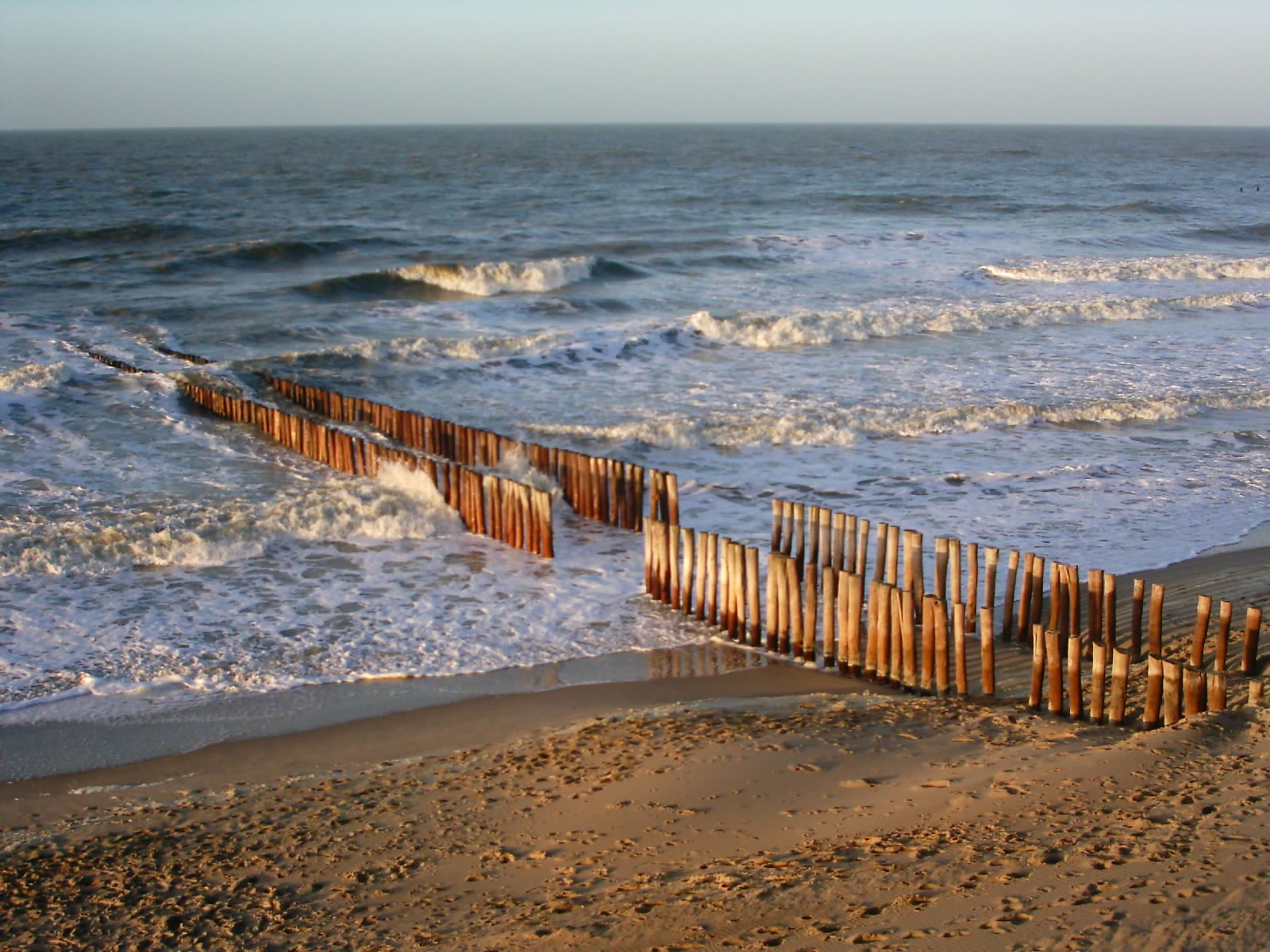
Пляж в Зеландии

Площадь территории 2933,89 км² (суша — 1787,13 км², 10-е место), вода — 1146,76 км². Значительная часть территории провинции располагается на островах и мысах в устье Шельды. Многие области лежат ниже уровня моря.

## История
Зеландия была заселена еще до прихода сюда римлян. Статуи, среди прочего, богини Нехаленнии, которые были найдены рыбаками в Восточной Шельде, также относятся к тому времени.
Битва с водой была общей нитью истории этого региона со времен Средневековья. Приобретения и потери земель чередовались. Почти вся провинция (кроме района дюн) находится на уровне моря или ниже него. Пейзаж представляет собой лоскутное одеяло из польдеров и дамб. География Зеландии радикально изменилась с течением времени. Многие более мелкие острова постепенно срослись в более крупные полуострова и острова, которые мы знаем сегодня. Другие ранее населенные районы теперь находятся под водой.

## Общины
1. Борселе (Borsele)
2. Гус (Goes)
3. Хюлст (Hulst)
4. Капелле (Kapelle)
5. Мидделбург
6. Норд-Бевеланд (Noord-Beveland)
7. Реймерсвал (Reimerswaal)

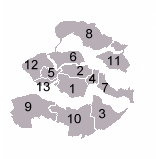
Муниципалитеты Зеландии

8. Схаувен-Дёйвеланд (Schouwen-Duiveland)
9. Слёйс
10. Тернёзен
11. Толен (Tholen)
12. Вере (Veere)
13. Флиссинген

## Достопримечательности
- Зеландский мост — имея длину 5022 метра, был самым длинным мостом в Европе с 1965 по 1972 год, пока в Швеции не был открыт Эландский мост длиной 6070 метров[3]. По состоянию на 2016 год Зеландский мост занимает 113-е место в списке самых длинных мостов мира. Самый длинный мост Нидерландов с 1965 года по настоящее время.

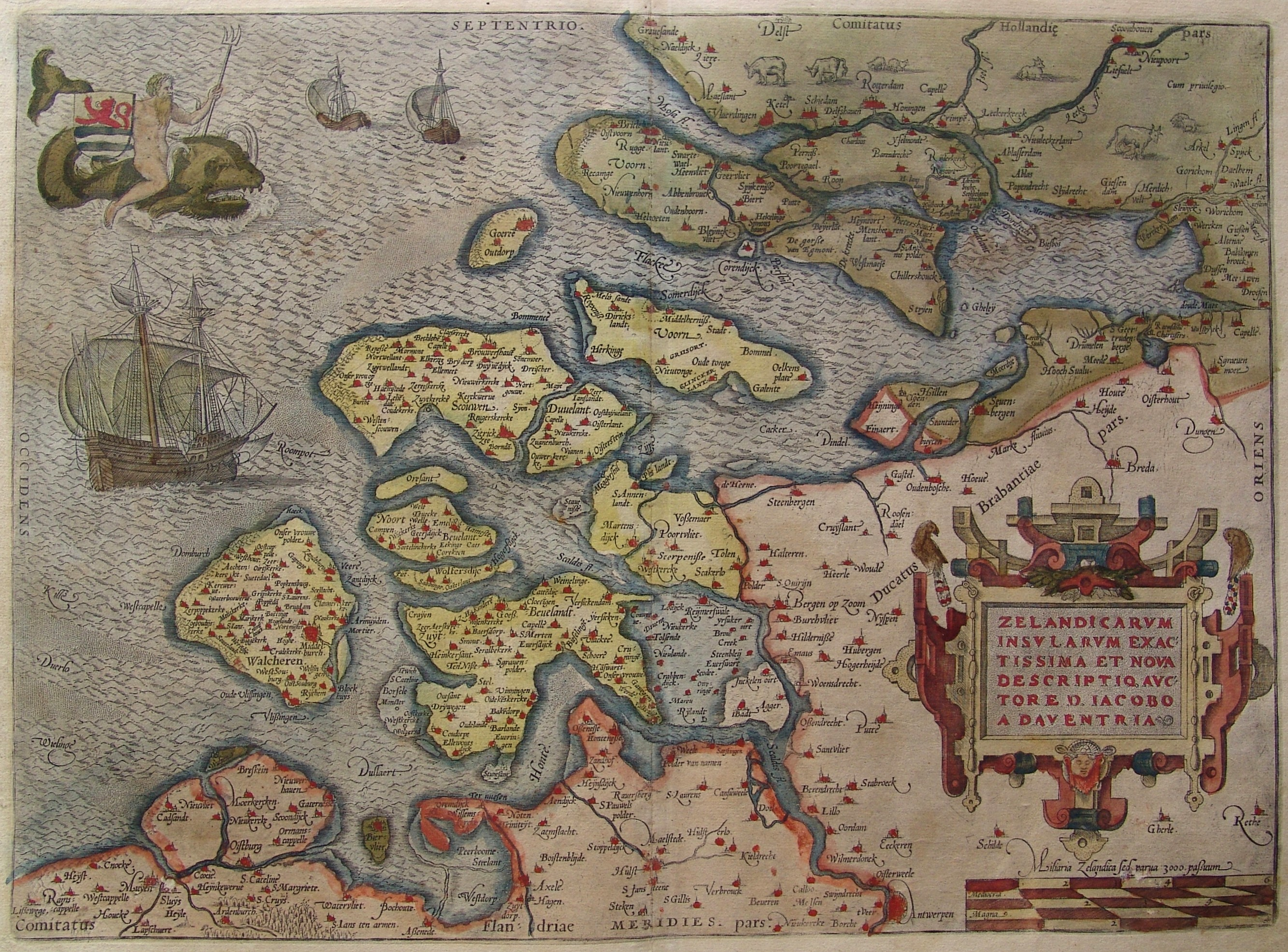
Зеландия 1580
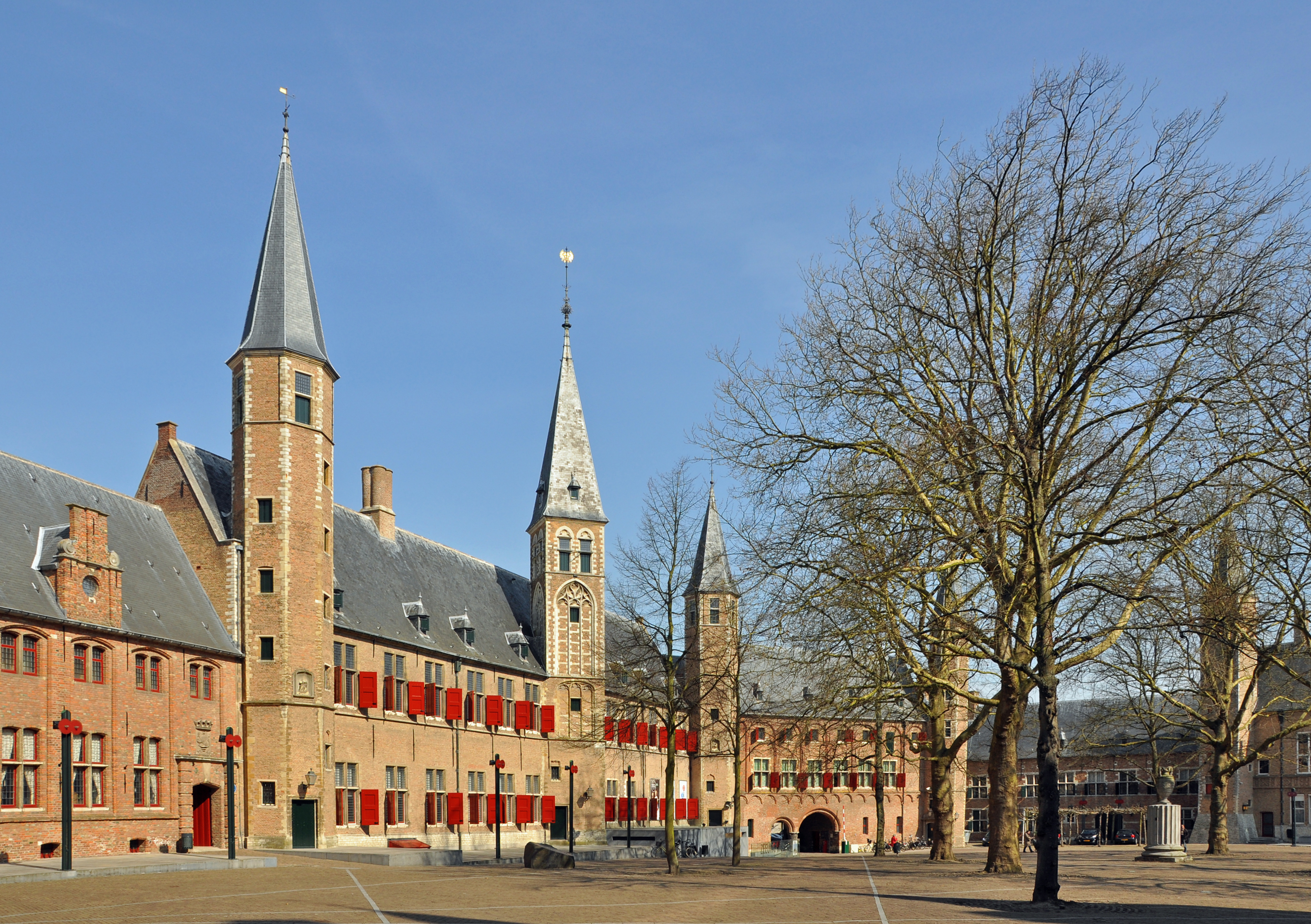
Мидделбург: здание бывшего аббатства